# Eline Powell
Eline Powell (Lovanio, 12 aprile 1990) è un'attrice belga.

## Biografia
Powell è la figlia di Rudi Pauwels e ha un fratello. Quando frequentava la scuola secondaria ha partecipato a corsi di teatro.
Si è laureata alla Royal Academy of Dramatic Arts nel 2011 con una laurea in recitazione, con abilità speciali nel balletto, Hip Hop, Flamenco, canto, violino. Inoltre parla olandese e francese, oltre all'inglese.

## Carriera
Ha iniziato la sua carriera realizzando il cortometraggio For Elsie dove interpreta Mila, poi è apparsa in piccoli ruoli in film come Quartet, Noviziato e King Arthur - Il potere della spada, gli ultimi due entrambi usciti nel 2017. Nel 2014, viene scelta nel ruolo di protagonista nel film drammatico italiano Anita B.  nel quale interpreta Anita, diretto da Roberto Faenza. Poi nel 2016 è apparsa in Il Trono di Spade come Bianca.
Powell è stata scelta per interpretare la serie Freeform di Siren dove interpreta Ryn, una sirena in cerca di sua sorella.

## Filmografia

### Cinema
- Per Elsie, regia di David Winstone (2011)
- Quartet, regia di Dustin Hoffman (2012)
- Privato Pacifico, regia di Pat O'Connor (2012)
- Anita B., regia di Roberto Faenza (2014)
- Stoner Express, regia di Lee Lennox e Wayne Lennox (2016)
- La scelta (Novitiate), regia di Maggie Betts (2017)
- King Arthur - Il potere della spada (King Arthur: Legend of the Sword), regia di Guy Ritchie (2017)

### Televisione
- Il timore – serie TV, 1 episodio (2012)
- Il Trono di Spade (Game of Thrones)  – serie TV, 2 episodi (2011)
- Siren – serie TV - 36 episodi (2018-2020)